# Freuet euch des Lebens
Freuet euch des Lebens ist ein Walzer von Johann Strauss Sohn (op. 340). Das Werk wurde am 15. Januar 1870 im Goldenen Konzertsaal des Wiener Musikvereins erstmals aufgeführt.